# Little Red Rooster (Mick Taylor Band)
Little Red Rooster è un album della Mick Taylor Band, uscito nel 2007.

## Tracce
1. Catfish Blues - 14:14 - (J. Hendrix)
2. Red House - 11:23 -(J. Hendrix)
3. Little Red Rooster - 9:07 -(Howling Wolf)
4. You Shook Me - 8:49 - (W. Dixon/J. B. Lenoir)
5. I Wonder Why - 9:01 - (Glenn Jones)

## Formazione
- Mick Taylor (Chitarra, voce)
- Noel Redding (Basso)
- John Coghlan (batteria)